# 청춘적니
"청춘적니"(중국어: 我要我们在一起)는 2021년 공개된 로맨틱 드라마 영화이다.

## 출연
- 취추샤오 - 뤼친양 역
- 장징이 - 링이야오 역